# Le Poisson Volant
 (juin 2021).
La mise en forme du texte ne suit pas les recommandations de Wikipédia : il faut le « wikifier ».
Les points d'amélioration suivants sont les cas les plus fréquents :
- Les titres sont pré-formatés par le logiciel. Ils ne sont ni en capitales, ni en gras.
- Le texte ne doit pas être écrit en capitales (les noms de famille non plus), ni en gras, ni en italique, ni en « petit »…
- Le gras n'est utilisé que pour surligner le titre de l'article dans l'introduction, une seule fois.
- L'italique est rarement utilisé : mots en langue étrangère, titres d'œuvres, noms de bateaux, etc.
- Les citations ne sont pas en italique mais en corps de texte normal. Elles sont entourées par des guillemets français : « et ».
- Les listes à puces sont à éviter, des paragraphes rédigés étant largement préférés. Les tableaux sont à réserver à la présentation de données structurées (résultats, etc.).
- Les appels de note de bas de page (petits chiffres en exposant, introduits par l'outil «  Source ») sont à placer entre la fin de phrase et le point final[comme ça].
- Les liens internes (vers d'autres articles de Wikipédia) sont à choisir avec parcimonie. Créez des liens vers des articles approfondissant le sujet. Les termes génériques sans rapport avec le sujet sont à éviter, ainsi que les répétitions de liens vers un même terme.
- Les liens externes sont à placer uniquement dans une section « Liens externes », à la fin de l'article. Ces liens sont à choisir avec parcimonie suivant les règles définies. Si un lien sert de source à l'article, son insertion dans le texte est à faire par les notes de bas de page.
- La présentation des références doit suivre les conventions bibliographiques. Il est recommandé d'utiliser les modèles {{Ouvrage}}, {{Chapitre}}, {{Article}}, {{Lien web}} et/ou {{Bibliographie}}. Le mode d'édition visuel peut mettre en forme automatiquement les références.
- Insérer une infobox (cadre d'informations à droite) n'est pas obligatoire pour parachever la mise en page.

Pour une aide détaillée, merci de consulter Aide:Wikification.
Si vous pensez que ces points ont été résolus, vous pouvez retirer ce bandeau et améliorer la mise en forme d'un autre article.
 (juin 2021).
Le Poisson Volant est une maison d'édition franco-portugaise spécialisée dans la promotion de la culture lusophone en France.  

## Historique
Fondé en 2014,  Le Poisson Volant est dirigé depuis sa création par Laure Elisabeth Collet. Le Poisson Volant se consacre à la traduction et à l’édition d’œuvres autour de la culture lusophone en Europe, en Amérique, en Afrique et en Asie (principalement de romans historiques et d'œuvres de sciences humaines, disponibles en format papier et en e-book). Les éditions Le Poisson Volant comptent aujourd'hui une trentaine de titres.  
Depuis 2018, le Poisson Volant est partenaire officiel de la Chaire Eduardo Lourenço de l'Université Aix-Marseille. La collection Chaire Eduardo Lourenço a été fondée dans ce cadre.

## Œuvres publiées

### 2015
- António de Vieira : l'incroyable histoire du favori juif portugais de Pierre le Grand - José Milhazes.
- La Somme et le reste : un regard sur la vie à 80 ans - Fernando Henrique Cardoso.
- Idées en mouvement : la génération de 1870 dans la crise du Brésil-Empire - Angela Alonso.
- La Ville et l'Empire : Rio de Janeiro au XVIIIe siècle - Maria Fernanda Bicalho.
- La Culture juridique européenne - António Manuel Hespanha.

### 2016
- Ces  penseurs qui ont inventé le Brésil - Fernando Henrique Cardoso.

### 2017
- Nations, Citoyens, Immigrés dans l'Espagne et l'Amérique espagnole du XVIIIème siècle[1] - Tamar Herzog.
- Joaquim Nabuco : les salons et les rues - Angela Alonso.
- Isabelle de Portugal, l'Impératrice[2] - Manuela Gonzaga.
- Mozambique : pour que ma mère se souvienne - Manuela Gonzaga.
- Shéhérazade : la dernière nuit - Manuela Gonzaga.
- L'Empire des Moineaux - Trilogie « Les Dagues de l’Empire » volume I - João Paulo Oliveira e Costa.
- Au Fil du Temps - Trilogie « Les Dagues de l’Empire » volume II - João Paulo Oliveira e Costa.
- Le Chevalier d'Olivença - Trilogie « Les Dagues de l’Empire » volume III - João Paulo Oliveira e Costa.
- Le Samouraï Noir - João Paulo Oliveira e Costa[3].
- L'Infant Dom Henri, Prince Navigateur - João Paulo Oliveira e Costa.
- Dom Manuel I : un prince de la Renaissance - João Paulo Oliveira e Costa.

### 2018
- Lucide Folie : Enfermée à l'asile pour un crime d'amour - Manuela Gonzaga.
- 1964 : La dictature brésilienne et son legs (Collectif Universitaire sous la direction de J. Green et M. Schpun).
- Shogun : Le Seigneur du Japon - João Paulo Oliveira e Costa.

### 2019
- Le Voyage pour Vocation, France, Brésil, Afrique : regards croisés - Fernanda Arêas Peixoto[4].
- Amérindianités et Savoirs, Propositions épistémologiques (Sous la direction de Michel Riaudel et André Magord)[5].
- La Dame au Kimono blanc - João Paulo Oliveira e Costa[6].
- Mousson, contes de Goa - Vimala Devi[7].
- Literatura e Turismo literário, Memória e Diáspora (Colectivo universitário, org. Rita Baleiro).
- Préhistoire de la lusophonie, Les relations culturelles luso-brésiliennes au XIXe siècle[8] - Sébastien Rozeaux.

### 2020
- Catherine de Bragance, Infante du Portugal et reine d'Angleterre - Joana Pinheiro de Almeida[9].
- Jardins secrets de Lisbonne - Manuela Gonzaga[10].
- Passé outre - Sébastien Rozeaux[11].
- Le Drame de Magellan ou le tour du monde involontaire - Luís Filipe F. R. Thomaz[12].

### 2021
- Les Déclassés de l'or, la pauvreté au Minas Gerais au XVIIIe siècle - Laura de Mello e Souza[13].
- Lettres nécromantiques - Philippe Cominetti.
- La Tamanoir - David A. Lombard[14].